# Монтагуто
Монтагуто, Монтаґуто (італ. Montaguto) — муніципалітет в Італії, у регіоні Кампанія, провінція Авелліно.
Монтагуто розташоване на відстані близько 250 км на схід від Рима, 100 км на північний схід від Неаполя, 55 км на північний схід від Авелліно.
Населення — 429 осіб (2014).
Щорічний фестиваль відбувається 13 серпня. Покровитель — San Crescenzo.

## Демографія
Населення за роками:

Станом на 1 січня 2023 року в муніципалітеті офіційно проживало 19 іноземців з 2 країн, серед них 19 громадян країн Євросоюзу.

## Сусідні муніципалітети
- Гречі
- Орсара-ді-Пулья
- Панні
- Савіньяно-Ірпіно